# أمل مرقس
أمل مرقس، أمل نمر مُرقُس (11 يوليو 1968 -) فنانة فلسطينية ولدت في قرية كفر ياسيف في الجليل، وهي من الفنانات الفلسطينيات الرائدات مُغنية وموسيقية، ممثلة ومنتجة فَنيِة، مقدمة ومعدة برامج ثقافية فنية مسرحية، إذاعية وتلفزيونية. اجتماعية بدأت الغناء والتمثيل منذ طفولتها المبكرة فعندما كانت بعمر سنتين صورها التلفزيون الفنلندي بحضن والديها نمر ونبيهة مرقس وهي تغني بالإنجليزية سوف ننتصر يوما ما "[We shall overcome]" والتي حفظتها من إسطوانة لجوان باييز كانت تسمع في بيتهم مع باقي إسطوانات فيروز وعبدالوهاب وتشايكوفسكي وأغان تراث شعبها العربي الفلسطيني. أمل مرقس أم لابنة وابن: يارا زريق مغنية وعازفة بيانو وممثلة مسرح، وفراس زريق موسيقي عازف قانون ملحن وموزع وكاتب أغان خريج جامعة في بيركلي ميوزيك كوليج في لقبين موسيقيين، وكتب ووزع أغنيتها ثوروا كتشي جيفارا وأغنية أجمل البحار للشاعر التركي ناظم حكمت في ألبومها الجديد فَتَح الورد"

## حياتها
بدأت تغني وتمثل على المسارح بعمر خمس سنوات في حفلات القرية وخارجها وفي أفراح ومناسبات وطنية وشعبية ومع فرق فلسطينية موسيقية عديدة وجابت البلاد وخارجها في حفلات ومشاريع ثقافية متعددة وهي طفلة صغيرة مع فرقة الأستاذ منير جبران وفرقة الأستاذ فوزي السعدي وفرقة موال الناصرة في المرحلة الثانوية وحازت على جوائز عديدة آنذاك بعدها تخرجت من مدرسة يني يني الثانوية (1986) كفر ياسيف وهو العام الذي اصدرت به أولى أغنياتها الخاصة «نحن في حلٍ من التذكار» وتلتها أغنياتها لا أحد يعلم وعناتا وهي أغاني من ألحان المهندس نزار زريق والذي شكّلا سوية ثنائيا وأحيا حفلات في البلاد وخارجها.

## دراستها
تخرجت من مدرسة يني يني الثانوية عام (1986) في قرية كفر ياسيف
درست أمل مرقس الفنون المسرحية وتطوير الصوت وهي خريجة معهد فنون الأداء المسرحي بيت تسفي (1990) وخريجة معهد الفنون مصرارة القدس- في موضوع الفن من أجل التغيير الاجتماعي (2007), عملت محاضرة في قسم المسرح وتطوير الصوت المسرحي في كلية دار المعلمين- حيفا ومرشدة للمعلمين في مجال الصوت والتفكير الإبداعي.

## مسيرتها الفنية
أنتجت وأصدَرَت خمسُ ألبومات وعروض تحمل نفس الأسماء لحفلات ٍ غنائية، لأغاني من ألحان كلمات فلسطينية وعربية أصيلة.
وفي العام (1998) صدر أول البوم غنائي لها وحاز على نجاح جماهيري واهتمام إعلامي واسع في البلاد وأنحاء العالم وقامت شركة "EMI hamspher" بتوزيعه عالمياً وقدمت أمل عشرات الحفلات في مهرجانات موسيقية دولية.
وغنت من أشعار محمود درويش وتوفيق زياد وفدوى طوقان سميح القاسم أحمد فؤاد نجم وصلاح جاهين ومن الكتاب الشباب مرزوق حلبي، نزار زريق، خير فودي، فراس زريق، مهران مرعب. غنت مع فرقة الهيبهوب الفلسطينية «دام» بأغنية لو أرجع بالزمن أغنية ضد قتل النساء بإنتاج يونيفيم وشاركت الشاعر محمود درويش أمسيات ثقافية في الناصرة وكفر ياسيف عام (1999) وغنت العديد من قصائده المغناة من إنتاجها وقدمت وأدارت أمسية الشاعر التاريخية في كرمل حيفا (2007) وشاركت الشاعر سميح القاسم أمسياته الشعرية في أنحاء البلاد وخارجها وفي تكريمه وقدمت وأدارت أمسية الشاعر التاريخية في كرمل حيفا (2007).

## البومات
1-«أمل» (EMI UK Hamspher (2000
2-«شوق» (2004).
3-«نعنع يا نعنع» (2007) إحياء وإعادة بناء أغاني شعبية فلسطينية.
4-ألبوم «بَغَني» (2011) والذي حاز على تقييم فني كأفضل ألبوم للعام (2011) في سباق الأغاني والنقاد الموسيقيين في الصحافة.
5-«فَتَح الورد» -(2016) -(2015). الذي صدر مؤخرا وحاز على نجاح كبير وتغطية إعلامية واسعة ساهمت أمل باستنهاض القدرات المحلية الفنية للفلسطينيين الذين بقوا في الوطن هي وشركائها الموسيقيين قاموا بتلحين وإنتاج أغان وموسيقى الفلسطينية الحديثة وإحياء أغان شعبية والمستمدة والمستوحاة من ألوان الموسيقى والإيقاعات من حوض البحر الأبيض المتوسط العربية وتأثيرات شرقية وغربية متنوعة، لكلمات أغان من أشعار فلسطينية وعربية وأغان مستوحاة من الشعب وقصته التاريخية والاجتماعية، كما تغني ثيمة البيت، المرأة وقضيتها، الطفل والحب والإنسان والبيئة عامة وحمايتها وعدم دمارها، أمل تُنشد الحرية وكرامة الإنسان ومشاعر الإنسان العاطفية بأشكالها ومزاجاتها.
منذ العام (2010) تختار أمل تسجيل أغانيها في بيت في كفر ياسيف يتحول لاستوديو بتقنيات عالية لبضعة أسابيع، وورشة عمل موسيقية زاخرة، وهناك أنتجت وسجلت ألبومها «بغني وألبومها فتح الورد» وأغنية صيغة عربية لأغاني من أمريكا اللاتينية متل غراسياس الافيدا وتشي جيفارا أنتجت وقدمت عروضا موسيقية عديدة ومتنوعة موسيقيا وفرقتها بقيادة الفنان الملحن عازف الكمان والعود نسيم دكور «سبعون عام لميلاد فيروز» احتفاء جليلي فلسطيني بالسيدة فيروز، نعنع يا نعنع، شوق، أمل وبغني، وفتح الورد، أوتاري ولحني وغيرهم. شاركت عضوة في لجنة تحكيم فنية في برنامج المسابقات الغناء الفلسطيني الشهير نيو ستار 2010
أحيت مئات الحفلات في البلاد وفي مهرجانات موسيقية دولية في كل أنحاء العالم وشاركت في العديد من الإسطوانات والمشاريع الموسيقية متعددة الحضارات واللغات ومع فنانين من البلاد والعالم.

## المشاركات الفنية
شاركت أمل في الغناء مع عدة فنانين حول العالم:
- مع فنان الروك العالمي روبرت وايت والذي سجل صيغة مجددة لأغنيتها لا أحد يعلم في ألبومه «شوكولاط» غنت مع فنانة الشعب الأمريكي جوان باييز
- مع فنانة الشعب الأرجنتيني مارسيدس سوسا
- مع المغنيه البرازيلية ناني كاييمي[5]
- مع الفنان التونسي أنور إبراهيم في افتتاح بيت العرب في مدريد
- مع المغنية اليونانية جليكاريه ويوديت تمير في صلاة الامهات
- مع مغني نابولي الشهير انزو افيتابيلي وشاركنه حفلات وفيلم موسيقي عالمي
- مع المغني الباسكي فيرمين مغروزا في فيلمه موسيقى تضرب الجدار
- مع فرقة Stadio ستاديو الإيطالية
- مع فرقة راديو دروايش الإيطالية العربية
- مع الفنان الأمريكي بيتير يارو في مشروع الأطفال العالمي «لا تسخروا مني»
- شاركت الشاعر والإعلامي زاهي وهبة أمسية فنية ثقافية – ليلة لفلسطين" في عمان
- شاركت فرقة اسكندريلا وأميمة الخليل ومارسيل خليفة حفل وجلسات مؤتمر حرية التعبير في الإعلام-عمان
- 2001 اختارها التلفزيون Arte في فيلم "بريمادوناس فيست" كواحدة من أفضل الأصوات النسائية في القرن العشرين قدمت فيه أغنيتي: لا أحد يعلم ويا عود وشارك في الإنتاج مغنيات من كل أنحاء العالم "جيسي نورمان- خاريس اليكسيو – ديدي بريدج وولتر وأخريات
- غنت في الڤاتيكان -يوبيل العائلة (2001)
- في اليونسكو فالينتسيا وهولندا (1998)
- في مهرجان المدينة تونس (2002)
- مع الفلهارمونية الملكية ليفربول –(2005)UK
- مع السمفونية المغربية في الدار البيضاء (2006)
- في افتتاح بيت العرب في مدريد (2006)
- WOMEX (2003)- SIVILIA
- (WOMAD NZ-AD (2010
- (BATH FISTIVAL-UK (2002
- TuDUS oS CONDOS Fistival BRAZIL
- RUDULSTAD – GERMANY
- قدمت حفلا غنائيا حياً في راديو"3 wdr" الألماني وترجمت الأغاني للغة الألمانية شاركت (2014) في الدور الرئيسي «تاهيداج» في المسرحية الأوبراليه «ترانس مغرب» في مهرجان بريجينيس – النمسا.
- وحازت على إعجاب النقاد والصحافة الألمانية النمساوية قدمت عرضاً موسيقياً في معهد العالم العربي في باريس وفي مهرجانيي” بونجور لا ڤي “بلجيكا وسوليدارس نامور (2017) وأحيت حفلات في مركز جاكوپ پيلو ومركز Mama
- وقاعة عروض جامعة بيركلي للموسيقى في بوسطن وماستر كلاس لطلاب بيركلي ميوزيك وحفلات في جامعة نيويورك وقاعة لنكولن سينتر عام (2018)
- مهرجان قرطاج الدولي تونس (2018)
- أثينا مسرح الصخرة (2019)
- قاعة بيركلي بوسطن للعروض (2019)
- حفلات في المتحف الفلسطيني كوناتيكت
- وفي أيرلندا إستراليا.نيوزلندا، بلغاريا. دبي. اليونان، جزر الكناري، فرنسا.اسبانيا. بريطانيا، إيطاليا. لوكسومبورع.تانزانيا.المغرب وتونس وغيرهم.

## تكريمات وجوائز
- حازت على جائزة من منظمة فري ميوزيك الدنمارك على عملها الفني ضد الرقابة على الفن (2003)
- جائزة منظمة فري ميوزيك الدنمارك على عملها الفني ضد الرقابة على الفن (2003)
- جائزة منظمة النساء «ومان تو ومان» USA على فنها من أجل دعم قضايا النساء (2000)
- جائزة من محافظة اڤيلينو إيطاليا على غنائها للحرية والسلام (2003)
- جائزة أفضل ممثلة في مهرجان دولي في حيفا (2003)
- جائزة أفضل مغنية في مسابقة الغناء المسرحي من ماكس فاكتور (1988) من معهد الفنون الأدائية
- جائزة أولى في مهرجان أغاني الأطفال (1979) في طمرة وهي بعمر عشر سنوات
- جائزة من محافظة اڤيلينو ايطاليا على غنائها للحرية والسلام (2003)
- جائزة أفضل ممثلة في مهرجان دولي في حيفا (2003)
- جائزة أفضل مغنية في مسابقة الغناء المسرحي من ماكس فاكتور (1988) من معهد الفنون الأدائية
- جائزة أولى في مهرجان أغاني الأطفال (1979) في طمرة وهي بعمر عشر سنوات.
- تكريم من مؤسسة محمود درويش (2018)

## برامج تلفزيونية
1. «غصن زيتون»
2. «كان يا ما كان»
3. «جيران»
4. «بورتريت»
5. «بوابة أمل»
6. «يا اولاد حارتنا»
7. «شارع سمسم»
8. «غني لي غني» برنامج موسيقي غنائي ثقافي من إعدادها وتقديمها على قناة مكان سهرة من إعدادها وتقديمها وكما قدمت وأعدت لمدة 12 عام برنامجا ثقافياً شاملاً «رفع الستار» في إذاعة الشمس والذي حاز على مساحة استماع واسعة محلية وعالمية. حاورت به شخصيات ثقافية فنية وإعلامية من فلسطين والعالم العربي ودول العالم وحازت على لقب «الإعلامية الممتازة» في عيد الإذاعة في العام (2011)
9. سهرة أمل- تلفزيون فلسطين
10. الهوينا - تلفزيون مساواة

## وصلات خارجية
- أمل مرقس على موقع IMDb (الإنجليزية)
- أمل مرقس على موقع ميوزك برينز (الإنجليزية)
- أمل مرقس على موقع أول موفي (الإنجليزية)
- أمل مرقس على موقع ديسكوغز (الإنجليزية)
- أمل مرقس على موقع كينوبويسك (الروسية)

http://amalmurkus.org/
"Amal Murkus YouTube official "https://www.youtube.com/channel/UC3atMjoWkvJJsibGuWFpIvg/playlists
Amal Murkus Facebook official page
"Amal Murkus instagram "https://www.instagram.com/amalmurkus/
"Amal Murkus Spotify "https://open.spotify.com/artist/35Or8bOOKNt9UJKHcySKdP?si=_AuK_slKT06ToFzXPbxODQ